# Luisa Toledo
Luisa de las Mercedes Toledo Sepúlveda (Santiago, 21 de junio de 1939-Santiago, 6 de julio de 2021) fue una luchadora social chilena por los derechos humanos. Fue la madre de los hermanos Vergara Toledo, militantes del MIR asesinados por Carabineros en la Villa Francia, Estación Central, durante la dictadura de Augusto Pinochet.

## Biografía
Luisa Toledo nació en 1939, hija de Manuel Toledo Álvarez y Mercedes Sepúlveda Rodríguez. Trabajando como secretaria en la empresa Cobre Cerrillos, conoció a Manuel Vergara, con quien se casó y tuvo cuatro hijos: Pablo, Eduardo, Rafael y Ana. En 1962 se fueron a vivir a la Villa "José Cardan", al frente de Villa Francia. En esa época, Luisa Toledo se hizo allendista militante.
Después del golpe militar, la pareja se unió a los pobladores de la Villa Francia que estaba organizándose para resistir a la dictadura, y empezó a trabajar en la Vicaría de la Solidaridad. Luisa Toledo había empezado a trabajar desde 1974 en el Comité para la Promoción de la Cooperación para la Paz, antecesor de la Vicaría de la Solidaridad, creado por las iglesias chilenas en 1974 para asistir a las víctimas de la dictadura. Toledo transcribía las denuncias de violaciones a los derechos humanos y fue secretaria del abogado José Zalaquett. Durante la dictadura también trabajó en el levantamiento de ollas comunes y comedores populares, además de participar de las protestas.
El viernes 29 de marzo de 1985 sus hijos Eduardo y Rafael Vergara Toledo, militantes del MIR, fueron asesinados por agentes de Carabineros de Chile en Villa Francia. A partir de ese día, empezó a luchar para exigir verdad y justicia en su caso. En 1988 fueron encontrados mutilados Pablo Vergara Toledo, su hijo, también mirista, junto con Araceli Romo. La prensa difundió que habían muerto al explotar una bomba en el cerro Las Mariposas, en Temuco. Pero los grupos de Derechos Humanos evidenciaron numerosas incoherencias con la versión oficial. Después de su muerte, Luisa Toledo intentó suicidarse varias veces.
El 7 de noviembre de 1991, en el diario La Nación, se echó 4 litros de bencina en el cuerpo y trató de prenderse fuego, después de haber escrito una carta de seis páginas explicando su gesto como «la forma que tengo para llamar la atención sobre nuestro problema de persecución, ahora por parte de este gobierno». En esa época hay pocos avances en la investigación sobre la muerte de Eduardo y Rafael Vergara Toledo.
Denunció en varias ocasiones el hostigamiento policial y la presencia de policías y cámaras frente a su casa y en las poblaciones en general. Denunció también la ausencia de democracia después del final de la dictadura, argumentando que los gobiernos trabajaron en una continuación de lo que quería Pinochet, con la misma constitución y con los mismos políticos.

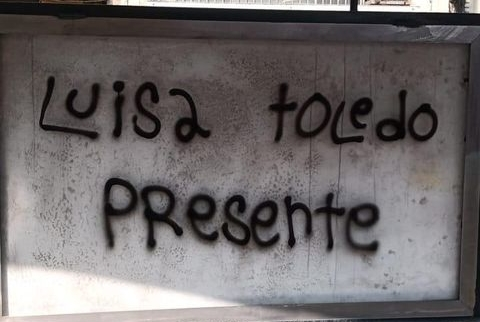
Inscripción a la memoria de Luisa Toledo en Santiago después de su fallecimiento.

En marzo de 2013, destacó la importancia de la memoria y de no olvidar los crímenes de la dictadura después de la romería que conmemoró el fallecimiento de sus hijos. En 2015, se publicó el libro Luisa Toledo, Luisa Riveros: dos vidas, una lucha (editorial Cinco ases), un resumen de conversaciones entre las dos dirigentes sociales.
Con más de 80 años, participó en algunas de las manifestaciones en Plaza Italia durante el estallido social y destacó la valentía de los jóvenes de la primera línea.

### Fallecimiento
Falleció el 6 de julio de 2021 debido a un prolongado cáncer de estómago. A continuación la municipalidad de Estación Central decretó tres días de duelo comunal, desde el 6 hasta el 8 de julio. El 7 de julio de 2021, la presidenta de la Convención Constituyente Elisa Loncón le rindió homenaje durante la primera sesión de la convención. El mismo día cientos de personas asistieron al cortejo fúnebre, y fue sepultada en el Cementerio General.